# Sinersig, Timiș
Sinersig (română Dumbrăveni - 1924, Sinirsig) este un sat în comuna Boldur din județul Timiș, Banat, România. La recensământul din 2002, avea o populație de 621 locuitori.

## Localizare
Sinersigul este situat în sud-estul județului Timiș, pe șoseaua Timișoara - Buziaș - Lugoj, la distanța de 45 km de reședința județului, la 10 km de Buziaș și la 15 km față de municipiul Lugoj. Se învecinează la nord cu Ohaba-Forgaci (5 km), la sud cu Sacoșu Mare și Darova (7 km peste deal), la est Boldur (12 km), iar la vest Căpăt (4 km). 

## Istorie

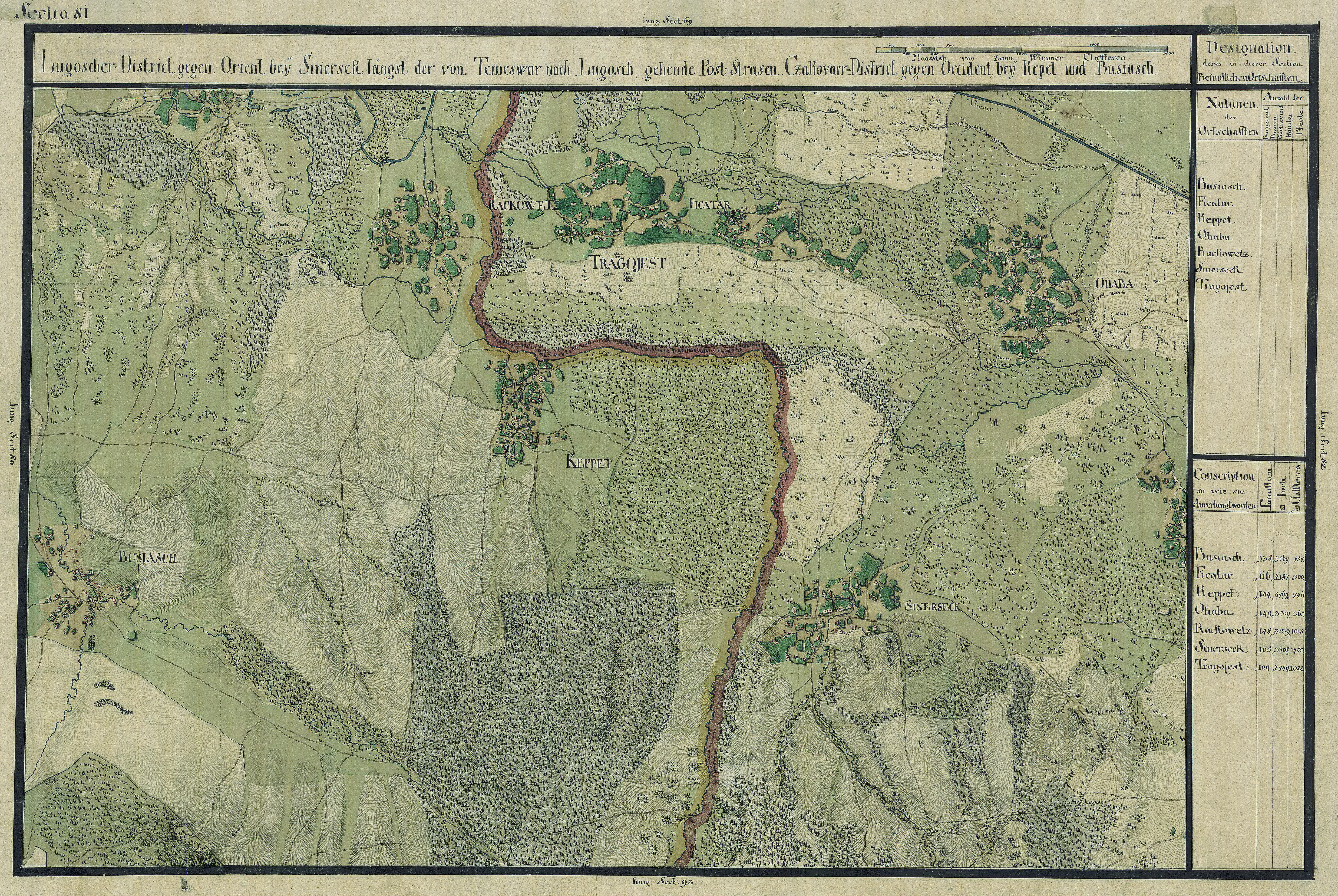
Sinersig în Harta Iosefină a Banatului, 1769-72

Denumirea Sinersig ar proveni din mai vechiul Szénaszeg, ungurescul szena însemnând fân, iar szeg, colț, unghi, ceea ce presupune că s-a format într-un loc cu fânaț, într-o poiană cu un număr redus de locuitori. 
Urme despre existența satului sunt de la 1323, când a fost proprietatea lui Ioan Dan, castelan de Jdioara. O parte din hotare se numesc și astăzi "Valea lui Dan". În documentele de la Matei Corvin din 1471 satul apare ca „passessio”, pe lângă „castellum” și „appidum” Hodoș. Localitatea este consemnată în harta lui Mercy din 1723-1735
Timp de un secol domeniile localității au cunoscut o serie de proprietari: la 1781-Iosif Kereztury, la 1790 -contele Ioan Althyn, iar la începutul sec.XIX devine proprietatea familiei Gyurky. În 1856 făcea parte din regiunea Banat cu reședința la Timișoara, raionul Lugoj, iar de acest centru de comună aparțineau satele Ficătari și Ohaba-Forgaci până în 1966 când Ficătarul trece la comuna Racovița. După reforma teritorial-administrtivă din 1967, Sinersigul este încorporat, din august 1968, comunei Boldur, devenind sat component.